# Leopold Suhodolčan

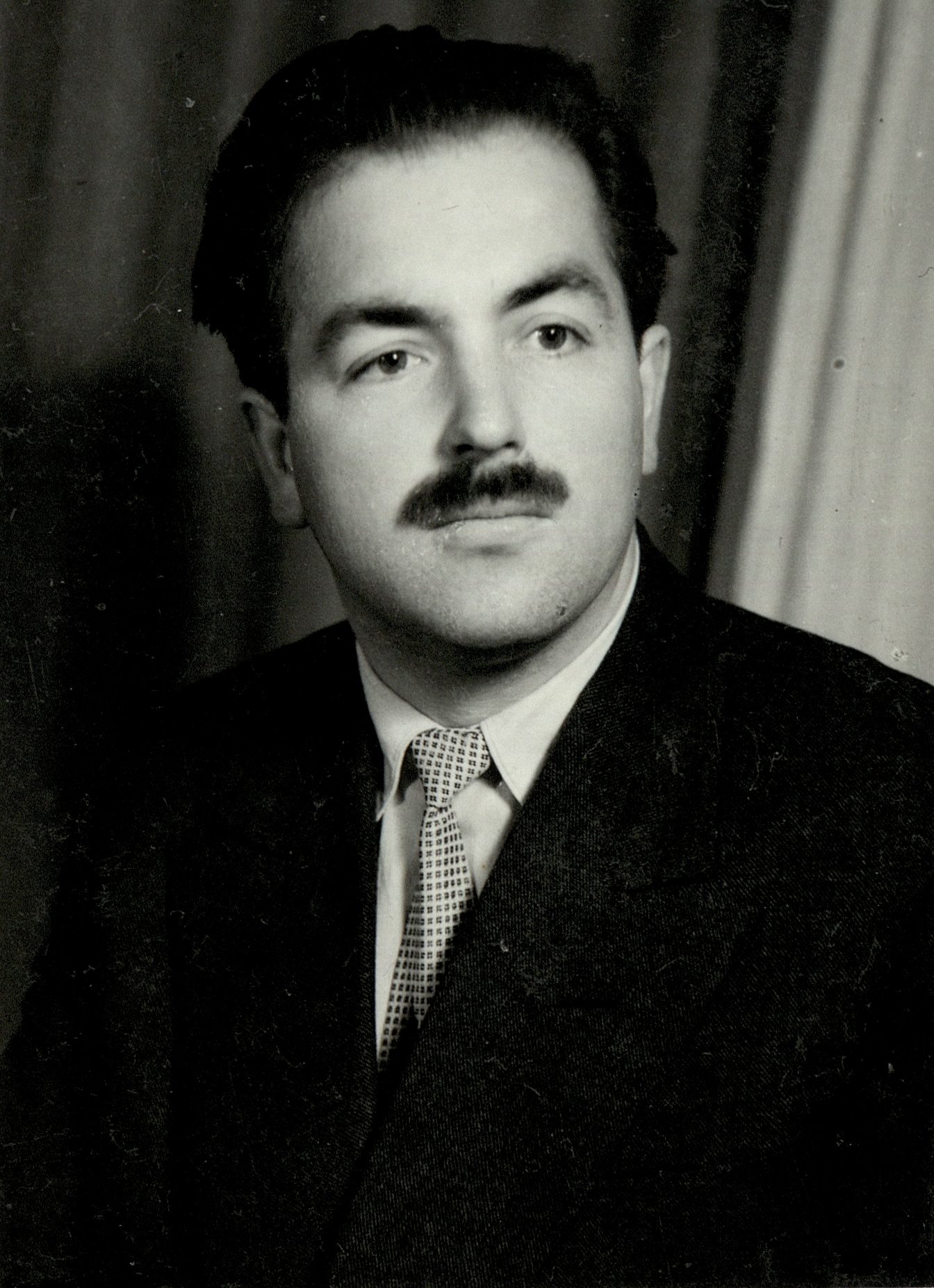
Leopold Suhodolčan (1958)

Leopold Suhodolčan (* 10. August 1928 in Žiri; † 8. Februar 1980 in Kranj) war ein slowenischer Schriftsteller.
Im deutschen Sprachraum wurde sein Roman Gesichter der Nacht in einer Übertragung aus dem Slowenischen von Astrid Philippsen veröffentlicht.
Er gewann zweimal den Levstik-Preis für Kinderbücher: 1965 für sein Buch Velikan in Pajac sowie 1979 für seine Bücher Piko Dinozaver (Piko der Dinosaurier), Cepecepetavček, Peter Nos je vsemu kos, Levi in desni klovn und Norčije v gledališču.